# Madeleine Clément
Pour les articles homonymes, voir Clément.
Madeleine Clément (née Gervex) est une Juste parmi les nations originaire d'Indre-et-Loire. La médaille lui est remise en 1998.

## Biographie
Madeleine Clément vit avec son mari, Lucien Clément, et leur fille Gisèle Clément, née en 1930, à Monts,.
En 1941, la famille Bach arrive de Nancy. Peu après, la fille aînée, Annie, et le père Aron Bach sont arrêtés et internés au camp de La Lande. En 1942, ils sont transférés à Drancy, mais Annie Bach parvient à s'échapper. En octobre 1942, Cécile Bach, la mère de famille, et leur fille de dix ans, Ida, sont arrêtées. Aron, Cécile et Ida Bach sont internés à Drancy, puis déportés et tués à Auschwitz. 
Hélène Bach, douze ans, s'est cachée pendant l'arrestation de sa mère et de sa petite sœur. Pendant la nuit, elle revient dans l'appartement familial et prend de l'argent pour prendre le train à Tours, où vit une amie de sa mère. La femme refuse de l'héberger pour ne pas avoir de problèmes avec l'autorité : elle lui conseille d'aller au camp de La Lande et lui dit que les enfants ne craignent rien. Hélène retourne à Monts et demande à Gisèle si ses parents peuvent l'héberger pour la nuit, afin qu'elle aille au camp de La Lande le lendemain matin. Gisèle et ses parents gardent et cachent Hélène pendant un mois. Après cette période, un passeur emmène Hélène à Toulouse, dans une autre branche de sa famille,.
Elle meurt le 24 décembre 1982.

## Postérité
Le 31 décembre 1998, Madeleine et Lucien Clément deviennent Justes parmi les Nations,.
Une cérémonie de reconnaissance est organisée à la mairie du 11e arrondissement de Paris.
En 2005, une stèle est inaugurée à la synagogue de Tours. Elle porte le nom de Madeleine Clément.